# Chainaz-les-Frasses
Chainaz-les-Frasses – miejscowość i gmina we Francji, w regionie Owernia-Rodan-Alpy, w departamencie Górna Sabaudia.
Według danych na rok 1990 gminę zamieszkiwało 395 osób, a gęstość zaludnienia wynosiła 71 osób/km² (wśród 2880 gmin regionu Rodan-Alpy Chainaz-les-Frasses plasuje się na 1238. miejscu pod względem liczby ludności, natomiast pod względem powierzchni na miejscu 1470.).